# پوکیو
پوکیو (به اسپانیایی: Puquio) یک منطقهٔ مسکونی در پرو است که در منطقه آیاکوچو واقع شده‌است. پوکیو ۱۵٬۸۷۰ نفر جمعیت دارد و ۳٬۲۱۴ متر بالاتر از سطح دریا واقع شده‌است.